# Монферра (Вар)
Монферра́ (фр. Montferrat) — коммуна на юго-востоке Франции в регионе Прованс — Альпы — Лазурный берег, департамент Вар, округ Драгиньян, кантон Флейоск.
Площадь коммуны — 34,01 км², население — 1134 человека (2006) с выраженной тенденцией к росту: 1446 человек (2012), плотность населения — 43,0 чел/км².

## Население
Население коммуны в 2011 году составляло — 1445 человек, а в 2012 году — 1446 человек.
| 1962 | 1968 | 1975 | 1982 | 1990 | 1999 | 2006 | 2011 | 2012 |
| ---- | ---- | ---- | ---- | ---- | ---- | ---- | ---- | ---- |
| 180  | 338  | 634  | 428  | 629  | 642  | 1134 | 1445 | 1446 |

Динамика населения:

## Экономика
В 2010 году из 1072 человек трудоспособного возраста (от 15 до 64 лет) 924 были экономически активными, 148 — неактивными (показатель активности 86,2 %, в 1999 году — 78,4 %). Из 924 активных трудоспособных жителей работали 854 человека (679 мужчин и 175 женщин), 70 числились безработными (27 мужчин и 43 женщины). Среди 148 трудоспособных неактивных граждан 40 были учениками либо студентами, 42 — пенсионерами, а ещё 66 — были неактивны в силу других причин.
На протяжении 2010 года в коммуне числилось 315 облагаемых налогом домохозяйств, в которых проживало 790,5 человек. При этом медиана доходов составила 15 тысяч 228 евро на одного налогоплательщика.

## Фотогалерея

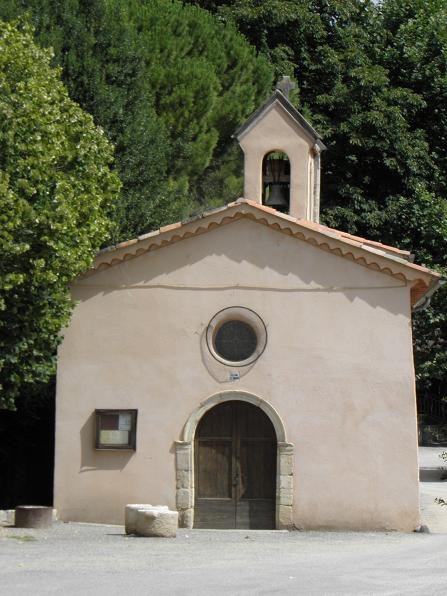
Церковь Сент-Рош
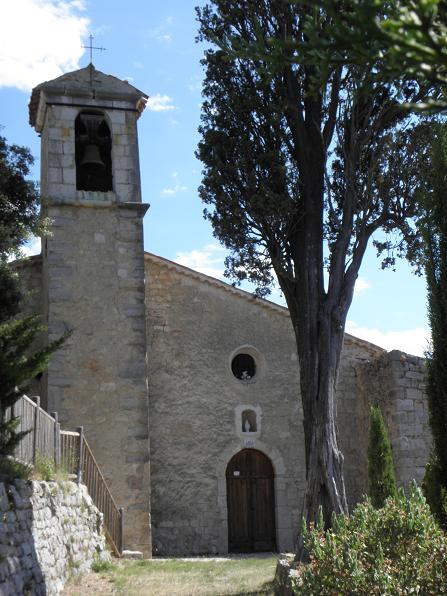
Церковь Нотр-Дам-де-Бовуар